# Xã Settlers, Quận Sioux, Iowa
Xã Settlers (tiếng Anh: Settlers Township) là một xã thuộc quận Sioux, tiểu bang Iowa, Hoa Kỳ. Năm 2010, dân số của xã này là 166 người.